# Ctenus hiemalis
Ctenus hiemalis är en spindelart som beskrevs av Bryant 1948. Ctenus hiemalis ingår i släktet Ctenus och familjen Ctenidae.
Artens utbredningsområde är den västindiska ön Hispaniola. Inga underarter finns listade i Catalogue of Life.